# BEST HIT AKG 2
『BEST HIT AKG 2（2012-2018）』（ベスト・ヒット・エーケージー・ツー）は、ASIAN KUNG-FU GENERATIONの2ndベストアルバム。2018年3月28日、Ki/oon Musicより発売。

## 概要
- 前作『BEST HIT AKG』より6年2ヶ月ぶりのベストアルバム。前作以降に発売された全シングル（『荒野を歩け』を除く）の表題曲をはじめとした全17曲を収録。新曲『生者のマーチ』も収録されている。
- 初回限定盤はDVD付きで、2017年12月7日・8日に豊洲PITで開催されたライブの映像が収録されている。
- 後の2018年12月にリリースされるアルバム『ホームタウン』の制作遅延に端を発して本ベストアルバムのリリースが決定した。そのため本来オリジナルアルバムに収録される予定のあった「Right Now」「ブラッドサーキュレーター」「生者のマーチ」が本作に収録され、オリジナルアルバムには未収録となった(「生者のマーチ」は『ホームタウン』初回限定版に付属されている『Can't Sleep EP』に収録された)。

## 収録曲
- 全作詞：後藤正文、編曲：ASIAN KUNG-FU GENERATION

| #         | タイトル                                | 作詞      | 作曲                                   | 時間  |
| --------- | --------------------------------------- | --------- | -------------------------------------- | ----- |
| 1.        | 「夜を越えて」                          |           | 後藤正文                               | 4：41 |
| 2.        | 「踵で愛を打ち鳴らせ」                  | 後藤正文  | 後藤正文・喜多建介                     | 4：25 |
| 3.        | 「All right part2」                     |           | 後藤正文・喜多建介                     | 3：34 |
| 4.        | 「それでは、また明日」                  |           | 後藤正文・山田貴洋                     | 4：03 |
| 5.        | 「アネモネの咲く春に」                  |           | 後藤正文                               | 5：01 |
| 6.        | 「今を生きて」                          |           | 後藤正文・喜多建介・山田貴洋・伊地知潔 | 4：50 |
| 7.        | 「ローリングストーン」                  |           | 後藤正文・伊地知潔                     | 4：24 |
| 8.        | 「Standard／スタンダード」              |           | 後藤正文・喜多建介                     | 4：20 |
| 9.        | 「Easter／復活祭」                      |           | 後藤正文                               | 2：59 |
| 10.       | 「Planet of the Apes／猿の惑星」        |           | 後藤正文                               | 2：12 |
| 11.       | 「Wonder Future／ワンダーフューチャー」 |           | 後藤正文                               | 3：15 |
| 12.       | 「Right Now」                           |           | 後藤正文・山田貴洋                     | 4：28 |
| 13.       | 「ブラッドサーキュレーター」            |           | 後藤正文                               | 3：42 |
| 14.       | 「リライト（2016）」                    |           | 後藤正文                               | 4：40 |
| 15.       | 「Re：Re：（2016）」                    |           | 後藤正文・山田貴洋                     | 5：32 |
| 16.       | 「海岸通り （2016）」                   |           | 後藤正文                               | 5：01 |
| 17.       | 「生者のマーチ」                        |           | 後藤正文                               | 4：42 |
| 合計時間: | 合計時間:                               | 合計時間: | 72:57                                  |       |

### 初回限定盤DVD
Live at TOYOSU PIT 2017.12.7 / 12.8
1. Re：Re：［5：40］
2. Standard／スタンダード［4：24］
3. Easter／復活祭［2：54］
4. Planet of the Apes／猿の惑星［2：15］
5. 生者のマーチ［4：45］
6. 今を生きて［5：48］